# Coppa panamericana femminile di pallavolo 2004
La III Coppa panamericana femminile di pallavolo si è svolta dal 17 al 27 giugno 2004 a Mexicali e Tijuana, in Messico. Al torneo hanno partecipato 10 squadre nazionali nordamericane e sudamericane e la vittoria finale è andata per la seconda volta a Cuba, la quale si è qualificata di diritto al World Grand Prix 2005, insieme al Brasile, prima squadra sudamericana classificata e Stati Uniti e Repubblica Dominicana, rispettivamente seconda e terza squadra nordamericana classificata.

## Squadre partecipanti
| - Argentina - Brasile - Canada - Costa Rica - Cuba | - Guatemala - Messico - Porto Rico - Rep. Dominicana - Stati Uniti |

## Gironi
| Girone A                                    | Girone B                                              |
| ------------------------------------------- | ----------------------------------------------------- |
| Argentina Canada Cuba Guatemala Stati Uniti | Brasile Costa Rica Messico Porto Rico Rep. Dominicana |

## Fase finale

### Finali 1º e 3º posto
|  | Quarti      | Quarti      |                 |         | Semifinale      | Semifinale |  |  | Finale | Finale |
|  |             |             |                 |         |                 |            |  |  |        |        |
|  |             |             |                 |         |                 |            |  |  |        |        |
|  |             |             |                 |         |                 |            |  |  |        |        |
|  | Brasile     | 3           |                 |         |                 |            |  |  |        |        |
|  | Brasile     | 3           |                 |         |                 |            |  |  |        |        |
|  | Canada      | 1           |                 |         |                 |            |  |  |        |        |
|  | Canada      | 1           | Cuba            | 3       |                 |            |  |  |        |        |
|  |             |             | Cuba            | 3       |                 |            |  |  |        |        |
|  |             | Brasile     | 0               |         |                 |            |  |  |        |        |
|  | -           | Brasile     | 0               | -       |                 |            |  |  |        |        |
|  | -           |             |                 | -       |                 |            |  |  |        |        |
|  | -           | -           |                 |         |                 |            |  |  |        |        |
|  | -           | -           | Cuba            | 3       |                 |            |  |  |        |        |
|  |             |             | Cuba            | 3       |                 |            |  |  |        |        |
|  |             | Stati Uniti | 1               |         |                 |            |  |  |        |        |
|  | Porto Rico  | Stati Uniti | 1               | 0       |                 |            |  |  |        |        |
|  | Porto Rico  |             |                 | 0       |                 |            |  |  |        |        |
|  | Stati Uniti | 3           |                 |         |                 |            |  |  |        |        |
|  | Stati Uniti | 3           | Rep. Dominicana | 1       | 3º posto        | 3º posto   |  |  |        |        |
|  |             |             | Rep. Dominicana | 1       | 3º posto        | 3º posto   |  |  |        |        |
|  |             | Stati Uniti | 3               |         |                 |            |  |  |        |        |
|  | -           | Stati Uniti | 3               | -       | Rep. Dominicana | 3          |  |  |        |        |
|  | -           |             |                 | -       | Rep. Dominicana | 3          |  |  |        |        |
|  | -           | -           |                 | Brasile | 2               |            |  |  |        |        |
|  | -           | -           |                 |         | 2               |            |  |  |        |        |
|  |             |             |                 |         |                 |            |  |  |        |        |
|  |             |             |                 |         |                 |            |  |  |        |        |

## Podio

### Secondo posto
Formazione: 4 Berg, 6 Bachman, 8 Cepero, 9 Nnamani, 10 Hochevar, 12 Meendering, 14 Thomas, 16 Noriega, 17 Drury, 18 Barboza, CT: Hambly

## Classifica finale
| Classifica | Squadre         | Qualificazione        |
| ---------- | --------------- | --------------------- |
|            | Cuba            | World Grand Prix 2005 |
|            | Stati Uniti     | World Grand Prix 2005 |
|            | Rep. Dominicana | World Grand Prix 2005 |
| 4          | Brasile         | World Grand Prix 2005 |
| 5          | Canada          |                       |
| 6          | Porto Rico      |                       |
| 7          | Messico         |                       |
| 8          | Argentina       |                       |
| 9          | Costa Rica      |                       |
| 10         | Guatemala       |                       |